# Steven Soderbergh
Steven Andrew Soderbergh (/ˈsoʊdərbɜːrɡ/; sinh ngày 14/01/1963) là một đạo diễn, biên kịch, nhà sản xuất phim và diễn viên người Mỹ. Ông được xem là một trong những người đi tiên phong ở dòng phim độc lập hiện đại.
Soderbergh là một trong những đạo diễn thành công ở cả dòng phim nghệ thuật và phim thương mại. Ông từng đoạt giải Oscar (với phim Traffic) và Cành Cọ Vàng (với phim Sex, Lies and Videotape), ngoài ra ông còn là đạo diễn của các bộ phim bom tấn như Ocean'trilogy hay Hunger Games.
Năm 2021: Soderbergh là đạo diễn của lễ trao giải Oscar lần thứ 93.

## Đời tư
Soderbergh sinh ngày 14/01/1963 ở Atlanta, Georgia. Ông có dòng máu Thụy Điển, Ailen và Italia.
Soderbergh có hai con gái, một với vợ đầu (Betsy Brantley) và một với vợ hiện tại (Jules Asner).

## Sự nghiệp

### Phim điện ảnh
| Năm  | Phim                         | Đạo diễn | Biên kịch | Sản xuất | Ghi chú |
| ---- | ---------------------------- | -------- | --------- | -------- | --- |
| 1985 | 9012Live                     | Yes      |           |          | Concert film |
| 1985 | Access All Areas             | Yes      |           |          | Short film |
| 1987 | Winston                      | Yes      | Yes       |          | Short film |
| 1989 | Sex, Lies, and Videotape     | Yes      | Yes       |          | Feature directorial debut Palme d'Or, 1989 Cannes Film Festival Nominated- Academy Award for Best Original Screenplay Nominated- BAFTA Award for Best Original Screenplay Nominated- Golden Globe Award for Best Screenplay |
| 1991 | Kafka                        | Yes      |           |          | |
| 1993 | King of the Hill             | Yes      | Yes       |          | |
| 1995 | The Underneath               | Yes      | Yes       |          | Writer as Sam Lowry |
| 1996 | Schizopolis                  | Yes      | Yes       |          | Also composer; Role: Fletcher Munson / Dr. Jeffrey Korchek |
| 1996 | Gray's Anatomy               | Yes      |           |          | |
| 1997 | Nightwatch                   |          | Yes       |          | |
| 1998 | Out of Sight                 | Yes      |           |          | |
| 1999 | The Limey                    | Yes      |           |          | |
| 2000 | Erin Brockovich              | Yes      |           |          | Nominated- Academy Award for Best Director Nominated- BAFTA Award for Best Direction Nominated- Golden Globe Award for Best Director                                                                                        |
| 2000 | Traffic                      | Yes      |           |          | Academy Award for Best Director Nominated- BAFTA Award for Best Direction Nominated- Golden Globe Award for Best Director                                                                                                   |
| 2001 | Ocean's Eleven               | Yes      |           |          | |
| 2002 | Full Frontal                 | Yes      |           |          | |
| 2002 | Solaris                      | Yes      | Yes       |          | |
| 2004 | Eros                         | Yes      | Yes       |          | Segment: "Equilibrium" |
| 2004 | Ocean's Twelve               | Yes      |           |          | |
| 2004 | Criminal                     |          | Yes       | Yes      | Writer as Sam Lowry |
| 2005 | Bubble                       | Yes      |           |          | |
| 2006 | The Good German              | Yes      |           |          | |
| 2006 | Building No. 7               | Yes      | Yes       |          | Short film |
| 2007 | Ocean's Thirteen             | Yes      |           |          | |
| 2008 | Che                          | Yes      |           |          | 2-part film |
| 2009 | The Girlfriend Experience    | Yes      |           |          | |
| 2009 | The Informant!               | Yes      |           |          | |
| 2010 | And Everything Is Going Fine | Yes      |           |          | Documentary |
| 2011 | Contagion                    | Yes      |           |          | |
| 2012 | Haywire                      | Yes      |           |          | |
| 2012 | Magic Mike                   | Yes      |           |          | |
| 2012 | The Hunger Games             |          |           |          | Second Unit Director |
| 2013 | Side Effects                 | Yes      |           |          | |
| 2017 | Logan Lucky                  | Yes      |           |          | |
| 2018 | Unsane                       | Yes      |           |          | |
| 2019 | High Flying Bird             | Yes      |           |          | |
| 2019 | The Laundromat               | Yes      |           | Yes      | |
| TBA  | Let Them All Talk            | Yes      |           |          | |

### Phim Truyền hình
| Phim                      | Năm       | Vai trò  | Vai trò            | Vai trò | Vai trò         | Kênh         | Chú thích                                                            |
| Phim                      | Năm       | Đạo diễn | Giám đốc điều hành | Editor  | Cinematographer | Kênh         | Chú thích                                                            |
| ------------------------- | --------- | -------- | ------------------ | ------- | --------------- | ------------ | -------------------------------------------------------------------- |
| Fallen Angels             | 1993–95   | Yes      |                    |         |                 | Showtime     | 2 episodes                                                           |
| K Street                  | 2003      | Yes      | Yes                | Yes     | Yes             | HBO          | Cinematographer as Peter Andrews Editor as Mary Ann Bernard          |
| Unscripted                | 2005      |          | Yes                |         |                 | HBO          |                                                                      |
| Behind the Candelabra     | 2013      | Yes      |                    | Yes     | Yes             | HBO          | TV movie Cinematographer as Peter Andrews Editor as Mary Ann Bernard |
| Red Oaks                  | 2014–2017 |          | Yes                |         |                 | Amazon Video |                                                                      |
| The Knick                 | 2014–2015 | Yes      | Yes                | Yes     | Yes             | Cinemax      | Cinematographer as Peter Andrews Editor as Mary Ann Bernard          |
| The Girlfriend Experience | 2016–nay  |          | Yes                |         |                 | Starz        |                                                                      |
| Godless                   | 2017      |          | Yes                |         |                 | Netflix      |                                                                      |
| Mosaic                    | 2018      | Yes      | Yes                | Yes     | Yes             | HBO          | Also a mobile app                                                    |

## Giải thưởng
- Giải cành cọ vàng năm 1989 cho phim Sex, Lies, and Videotape[4]. Ở tuổi 26, Ông là đạo diễn trẻ thứ 2 giành được giải Cành cọ vàng.
- Giải Oscar đạo diễn xuất sắc nhất năm 2000 cho phim Traffic[5]. Đây cũng là năm mà Soderbergh nhận được một đề cử Oscar đạo diễn xuất sắc khác cho phim Brockovick. Ông là đạo diễn đầu tiên kể từ năm 1938 nhận được 2 đề cử Oscar đạo diễn xuất sắc trong 1 năm.